# Кривко Ірина Валеріївна
Ірина Кривко (біл. Ірына Крыўко нар. 30 липня 1991  Сєнно, Білорусь) — білоруська біатлоністка, олімпійська чемпіонка, учасниця чемпіонатів світу з біатлону, учасниця етапів кубка світу з біатлону. Призерка юніорських чемпіонатів світу з біатлону.
Золоту олімпійську медаль та звання олімпійської чемпіонки Кривко виборола у складі збірної Білорусі в жіночій естафеті Пхьончханської олімпіади 2018 року. 

## Виступи на чемпіонатах світу
| Рік  | Місце проведення | Інд | Спр | Пр | МС | Ест | ЗМ |
| 2012 | Рупольдинг       | DNF |     |    |    |     |    |

## Кар'єра в Кубку світу
- Дебют в кубку світу — 16 грудня 2011 року в спринті в Гохфільцені — 46 місце.
- Перше попадання в залікову зону — 17 грудня 2011 року в гонці переслідування в Гохфільцені — 40 місце.
- Перший подіум — 14 січня 2015 року в естафеті в Рупольдингу — 2 місце.
- Перший особистий подіум — 17 грудня 2017 року на етапі в Аннесі в мас-старті — 2 місце.

## Загальний залік в Кубку світу
- 2011-2012 — 98-е місце (1 очко)
- 2012-2013 — 90-е місце (7 очок)

## Статистика стрільби
| № п/п | Сезон     | Загальна        | Індивідуальна гонка | Спринт        | Гонка переслідування | Мас-старт  | Естафета   |
| ----- | --------- | --------------- | ------------------- | ------------- | -------------------- | ---------- | ---------- |
| 1     | 2011-2012 | 84,7% (127/150) | 0,0% (0/0)          | 78,6% (55/70) | 90,0% (72/80)        | 0,0% (0/0) | 0,0% (0/0) |
| 2     | 2012-2013 | 88,2% (150/170) | 87,5% (35/40)       | 91,4% (64/70) | 85,0% (51/60)        | 0,0% (0/0) | 0,0% (0/0) |